# The American Journal of Clinical Nutrition
The American Journal of Clinical Nutrition (AJCN), fundado em 1952, é um periódico científico de publicação mensal revisado por pares de publicação no campos da nutrição, como vitaminas e minerais, obesidade e doenças e metabolismo energético.O seu editor-chefe é Christopher P. Duggan.
O AJCN está atualmente classificado em 3º no campo de Ciências da Nutrição de acordo com o Google Scholar. O seu CiteScore é de 11,8, e o SCImago Journal Rank é de 2,608, ambos de 2020.

## História
The American Journal of Clinical Nutrition foi fundado em 1952 com o nome de Journal of Clinical Nutrition. Publicado pela The Nutritionional Press, teve como primeiro editor-chefe S.O. Waife. Somente em 1954 o periódico começou a publicar com o seu título atual, sendo editado pela American Society for Clinical Nutrition (ASCN).  Atualmente, o jornal é publicado pela American Society for Nutrition, e o seu editor-chefe é Christopher P. Duggan da Harvard Medical School.
Uma pesquisa realizada em 2009 pela Biomedical and Life Sciences Division da Special Libraries Association identificou a revista como uma das "100 revistas mais influentes nos últimos 100 anos" nas áreas de biologia e medicina.

## Conflitos de Interesse
Em Novembro de 2013, Marion Nestle, professora de nutrição e saúde pública da Universidade de Nova York, expressou sua preocupação sobre o conflito de interesse da equipe editorial do jornal, afirmando que sua maioria, 7 de 12, tem relações com principais afiliações corporativas do ramo alimentício. A lista de empresas de alimentação consultadas pelo jornal incluem Coca-Cola, PepsiCo, The Sugar Association, The National Restaurant Association, ConAgra, McDonald’s, Kellogg, Mars, dentre outras.

Em 2015, Michele Simon, advogada de saúde pública e autora de livros sobre política alimentar, também expressou preocupação com relação ao envolvimento corporativo com os periódicos da American Society for Nutrition.